# Eduard Romeu i Barceló
Eduard Romeu Barceló (Barcelona, 1968) és un empresari català. Va ocupar la vicepresidència econòmica del Futbol Club Barcelona entre 2021 i 2024.
Llicenciat en Ciències Econòmiques, va desenvolupar la seva carrera professional al Banc de Santander durant 20 anys, com a cap de la divisió de negocis. Posteriorment es va incorporar a l'equip directiu de Bankia com a responsable d'empreses fins a la finalització del sanejament del banc, el juny de 2015. Treballa com a vicepresident a l'empresa Audax Renovables des de juliol del mateix any, una empresa fundada l'any 2000, amb seu a Badalona i dedicada al desenvolupament d'energies netes i a la generació d'electricitat i gas 100% renovables.
El març de 2021, després de la victòria de Joan Laporta en les XIV eleccions a la presidència del Futbol Club Barcelona, Romeu fou postulat al càrrec de vicepresident econòmic de l'entitat blaugrana, lloc des del qual seria un dels principals líders a l'hora de capgirar la difícil situació econòmica del club Blaugrana, que en aquell moment acumulava un deute de 1.173 milions d'euros, dels quals 730 a curt termini. Va dimitir el març de 2024 per dedicar-se a la seva nova empresa de consultoria mèdica.